# Bufo hypomelas
Bufo hypomelas là một loài cóc thuộc họ Bufonidae. Loài này có ở Colombia và Ecuador. Môi trường sống tự nhiên của chúng là rừng ẩm vùng đất thấp nhiệt đới hoặc cận nhiệt đới, sông ngòi, đầm nước ngọt, và đầm nước ngọt có nước theo mùa. Chúng hiện đang bị đe dọa vì mất nơi sống.